# Джеддіто
Джеддіто (англ. Jeddito) — переписна місцевість (CDP) в США, в окрузі Навахо штату Аризона. Населення — 346 осіб (2020).

## Географія
Джеддіто розташоване за координатами 35°46′6″ пн. ш. 110°7′40″ зх. д. / 35.76833° пн. ш. 110.12778° зх. д. (35.768199, -110.127820). За даними Бюро перепису населення США в 2010 році переписна місцевість мала площу 14,04 км², з яких 14,03 км² — суходіл та 0,01 км² — водойми.

## Демографія
Згідно з переписом 2010 року, у переписній місцевості мешкали 293 особи в 88 домогосподарствах у складі 63 родин. Густота населення становила 21 особа/км². Було 115 помешкань (8/км²).
Расовий склад населення:
| - 84,0 % — корінних американців - 7,2 % — білих - 3,4 % — азіатів - 1,4 % — чорних або афроамериканців |

До двох чи більше рас належало 4,1 %. Частка іспаномовних становила 2,7 % від усіх жителів.
За віковим діапазоном населення розподілялося таким чином: 34,8 % — особи молодші 18 років, 59,1 % — особи у віці 18—64 років, 6,1 % — особи у віці 65 років та старші. Медіана віку мешканця становила 29,1 року. На 100 осіб жіночої статі у переписній місцевості припадало 87,8 чоловіків; на 100 жінок у віці від 18 років та старших — 75,2 чоловіків також старших 18 років.
Середній дохід на одне домашнє господарство становив 34 601 долар США (медіана — 22 917), а середній дохід на одну сім'ю — 33 254 долари (медіана — 23 750). За межею бідності перебувало 44,4 % осіб, у тому числі 47,2 % дітей у віці до 18 років та 50,0 % осіб у віці 65 років та старших.
Цивільне працевлаштоване населення становило 51 осіб. Основні галузі зайнятості: освіта, охорона здоров'я та соціальна допомога — 49,0 %, публічна адміністрація — 19,6 %, транспорт — 11,8 %, мистецтво, розваги та відпочинок — 7,8 %.